# Congress Trail
Le Congress Trail est un sentier de randonnée américain dans le comté de Tulare, en Californie. Protégée au sein du parc national de Sequoia, cette boucle d'environ 4,3 km parcourt la Giant Forest au pied de ses séquoias géants. Elle est classée National Recreation Trail depuis 1982.